# Afrika-Filmfestival
Das Afrika-Filmfestival in der belgischen Stadt Löwen ist auf afrikanische Filme spezialisiert.
Das 1996 gegründete Filmfestival hat weitere Spielorte in der Provinz Flämisch-Brabant, etwa in den Städten Aarschot, Diest, Dilbeek und Tienen. Die Impulse für die Festivalgründung gehen bis in die 1970er Jahre zurück.
Jährlich werden mehr als 90 Filme gezeigt. Außerdem unterstützt das Afrika-Filmfestival in Belgien und im übrigen Europa lebende Schauspieler afrikanischer Herkunft. Ungewöhnlich ist die lange Dauer des Festivals: 2006 gab es allein in Löwen sechzehn Tage lang Programm.
Seit 2004 wird ein Publikumspreis vergeben.